# 폴란드와 헝가리에 대한 경제 재건 지원
폴란드와 헝가리에 대한 경제 재건 지원(PHARE, 영어: Poland and Hungary: Assistance for Restructuring their Economies, 프랑스어: Pologne Hongrie Aide à la reconstruction économique)은 중·동유럽의 가입 후보 신청 국가들의 유럽연합 가입 준비를 지원하기 위해 유럽 연합이 자금을 지원하는 3개의 사전 가입 수단 중 하나이다.

## 상
1989년 폴란드와 헝가리에 대한 경제 재건 지원(PHARE) 프로그램으로 시작된 PHARE는 기존 폴란드와 헝가리에서 10개국으로 확대되었다. 이 프로그램은 거대한 경제 구조조정과 정치적 변화의 시기에 체코, 에스토니아, 헝가리, 라트비아, 리투아니아, 폴란드, 슬로바키아, 슬로베니아 등 10개 2004년 가입 회원국 중 8개국에 대한 원조를 하였다. PHARE는 그리스어로 등대(φάρος)를 의미한다.
2000년까지 서부 발칸 반도 국가들(알바니아, 북마케도니아, 보스니아-헤르체고비나)도 이 프로그램의 수혜 국가들이었다. 다만 2001년 현재 이들 국가에 대해 CARDS 프로그램(발칸반도의 재건, 개발 및 안정을 위한 지역사회 지원)을 통해 재정적 지원을 하고 있다.
1993년 코펜하겐 이사회가 중·동유럽 국가들에게 가입 신청을 요청한 이후, PHARE 지원은 인프라 투자에 대한 지원의 현저한 확대를 포함하였으며, 종전에는 이 목적으로 방향을 바꾸었다. 이 프로그램의 전체 가입 전 초점은 룩셈부르크 이사회가 현재의 확대 프로세스를 시작한 것에 대응하여 1997년에 맞춰진 것이다. 본 프로그램의 자금은 전적으로 가입을 준비하기 위해 해당 국가가 다루어야 하는 전반적인 우선순위와 가입을 돕기 위해 사용할 수 있는 자원에 초점을 맞춘다. 공통 기준 채택을 위한 국가적 프로그램은 가입을 준비하기 위한 후보 국가의 일정이기도 하다. 이는 가입을 준비하는 데 필요한 단계의 시기와 비용, 직원 및 재정 자원에 미치는 영향을 추정할 수 있게 한다.

## 목표
1. 유럽연합 내부에서 행정기관 및 공공기관들이 정상적으로 작동할 수 있도록 강화한다.
2. 유럽 연합의 포괄적 법률(공통 기준)과의 융합을 촉진하고 과도기의 필요성을 줄인다.
3. 경제 및 사회적 응집을 촉진한다.

이러한 목표들은 1999년에 SAPARD와 ISPA가 만들어지면서 더욱 구체화되었으며, 이는 농촌 및 농업 개발(SAPARD)과 환경 및 교통 분야의 인프라 프로젝트(ISPA)이 통합되면서 PHARE 프로그램이 이 분야에서 다루지 못한 주요 우선 순위에 집중할 수 있게 되었다.
이전에 PHARE 프로그램의 대상이 되었던 10개국이 모두 유럽 연합의 회원국이 된 후, 본 프로그램의 범위에 실질적인 변화가 있었다. 2003년은 새로운 회원국의 최종 완료 년도였지만 프로젝트의 계약은 2005년까지 계속되었고 이러한 계약에 기초한 지불은 2006년까지 계속되었다. 2004년 5월, 신규 회원국은 연장된 분권화 과정을 통해 이 프로그램의 관리에 대한 전적인 책임을 갖게 되었다.

## 같이 보기
- 공통 기준
- 유럽 연합의 확대